# Ctenomys pearsoni
Ctenomys pearsoni је врста глодара (Rodentia) из породице туко-тукоа (Ctenomyidae).

## Распрострањење
Врста има станиште у Уругвају и Аргентини.

## Станиште
Станиште врсте су језера и језерски екосистеми испод 200 метара. Површина коју врста заузима је вероватно мања од 20 хиљада квадратних километара.

## Начин живота
Врста Ctenomys pearsoni прави гнезда.

## Угроженост
Ова врста је на нижем степену опасности од изумирања, и сматра се скоро угроженим таксоном.